# Sickte
Sickte is een gemeente in de Duitse deelstaat Nedersaksen. De gemeente maakt deel uit van de Samtgemeinde Sickte in het Landkreis Wolfenbüttel. Sickte telt 6.084 inwoners.

## Kernen
- Apelnstedt
- Hötzum
- Sickte (Ober- en Niedersickte)
- Volzum (met Neuerkerode)

- Gemeinsame Normdatei: 4218567-1
- Virtual International Authority File: 244153731
- WorldCat: E39PCjGB6xj8FdCrJ9vXYGyQVP

Baddeckenstedt · 
Börßum · 
Burgdorf · 
Cramme · 
Cremlingen · 
Dahlum · 
Denkte · 
Dettum · 
Dorstadt · 
Elbe · 
Erkerode · 
Evessen · 
Flöthe · 
Haverlah · 
Hedeper · 
Heere · 
Heiningen · 
Kissenbrück · 
Kneitlingen · 
Ohrum · 
Remlingen-Semmenstedt · 
Roklum · 
Schladen-Werla · 
Schöppenstedt · 
Sehlde · 
Sickte · 
Uehrde · 
Vahlberg · 
Veltheim (Ohe) · 
Winnigstedt · 
Wittmar · 
Wolfenbüttel